# Тил, Эдди
Эдуард (Эдди) Херберт Тил (нидерл. Eduard Herbert (Eddy) Tiel; 29 декабря 1926, Гаага — 21 февраля 1993, Эмст, Гелдерланд) — нидерландский хоккеист на траве, полузащитник. Серебряный призёр летних Олимпийских игр 1952 года, бронзовый призёр летних Олимпийских игр 1948 года.

## Биография
Эдди Тил родился 29 декабря 1926 года в нидерландском городе Гаага.
Играл в хоккей на траве за ХХИС из Гааги.
В 1948 году вошёл в состав сборной Нидерландов по хоккею на траве на летних Олимпийских играх в Лондоне и завоевал бронзовую медаль. Играл на позиции полузащитника, провёл 7 матчей, мячей не забивал.
В 1952 году вошёл в состав сборной Нидерландов по хоккею на траве на летних Олимпийских играх в Хельсинки и завоевал серебряную медаль. Играл на позиции полузащитника, провёл 3 матча, мячей не забивал.
Умер 21 февраля 1993 года в нидерландской деревне Эмст.